# Concursul Muzical Eurovision 1962
Concursul Muzical Eurovision 1962 a fost cea de-a șaptea ediție a Concursului Muzical Eurovision. În acest an, Franța a devenit prima țară câștigătoare pentru a treia oară. Aceasta a fost și prima ocazie cu care cel puțin o țară a obținut 0 puncte. Austria, Belgia, Spania și Țările de Jos nu au reușit să obțină niciun punct.
Evenimentul a întâmpinat dificultăți tehnice, existând probleme cu rețeaua electrică după numărul Franței și în timp ce cântecul Țărilor de Jos era interpretat, ecranele devenind negre. Cu toate că Țările de Jos au obținut 0 puncte, cântecul a avut succes în Europa.

## Rezultate
|    | Țară          | Limbă      | Artist           | Cântec                                                | Traducere                    | Loc | Puncte |
| -- | ------------- | ---------- | ---------------- | ----------------------------------------------------- | ---------------------------- | --- | ------ |
| 01 | Finlanda      | finlandeză | Marion Rung      | „Tipi-tii”                                            | Cip-cirip                    | 07  | 4      |
| 02 | Belgia        | franceză   | Fud Leclerc      | „Ton nom”                                             | Numele tău                   | 13  | 0      |
| 03 | Spania        | spaniolă   | Victor Balaguer  | „Llámame”                                             | Cheamă-mă                    | 13  | 0      |
| 04 | Austria       | germană    | Eleonore Schwarz | „Nur in der Wiener Luft”                              | Numai în aerul vienez        | 13  | 0      |
| 05 | Danemarca     | daneză     | Ellen Winther    | „Vuggevise”                                           | Cântec de leagăn             | 10  | 2      |
| 06 | Suedia        | suedeză    | Inger Berggren   | „Sol och vår”                                         | Soare și primăvară           | 07  | 4      |
| 07 | Germania      | germană    | Conny Froboess   | „Zwei kleine Italiener”                               | Doi italieni mititei         | 06  | 9      |
| 08 | Țările de Jos | olandeză   | De Spelbrekers   | „Katinka”                                             | Katinka                      | 13  | 0      |
| 09 | Franța        | franceză   | Isabelle Aubret  | „Un premier amour”                                    | O primă iubire               | 01  | 26     |
| 10 | Norvegia      | norvegiană | Inger Jacobsen   | „Kom sol, kom regn”                                   | Fie soare, fie ploaie        | 10  | 2      |
| 11 | Elveția       | franceză   | Jean Philippe    | „Le retour”                                           | Întoarcerea                  | 10  | 2      |
| 12 | Iugoslavia    | sârbă      | Lola Novaković   | „Ne pali svetlo u sumrak” („Не пали светло у сумрак”) | Nu aprinde luminile la amurg | 04  | 10     |
| 13 | Regatul Unit  | engleză    | Ronnie Carroll   | „Ring-A-Ding Girl”                                    | Fata ring-ding               | 04  | 10     |
| 14 | Luxemburg     | franceză   | Camillo Felgen   | „Petit bonhomme”                                      | Băiețelule                   | 03  | 11     |
| 15 | Italia        | italiană   | Claudio Villa    | „Addio, addio”                                        | Adio, adio                   | 09  | 3      |
| 16 | Monaco        | franceză   | François Deguelt | „Dis rien”                                            | Nu spune nimic               | 02  | 13     |

## Tabel
|            |               | Rezultate | Rezultate | Rezultate | Rezultate | Rezultate | Rezultate | Rezultate     | Rezultate | Rezultate | Rezultate | Rezultate  | Rezultate    | Rezultate | Rezultate | Rezultate | Rezultate | Rezultate |
| ---------- | ------------- | --------- | --------- | --------- | --------- | --------- | --------- | ------------- | --------- | --------- | --------- | ---------- | ------------ | --------- | --------- | --------- | --------- | --------- |
| Total      | Finlanda      | Belgia    | Spania    | Austria   | Danemarca | Suedia    | Germania  | Țările de Jos | Franța    | Norvegia  | Elveția   | Iugoslavia | Regatul Unit | Luxemburg | Italia    | Monaco    |           |           |
| Concurenți | Finlanda      | 4         |           |           |           |           |           |               |           |           |           | 1          |              |           | 3         |           |           |           |
| Concurenți | Belgia        | 0         |           |           |           |           |           |               |           |           |           |            |              |           |           |           |           |           |
| Concurenți | Spania        | 0         |           |           |           |           |           |               |           |           |           |            |              |           |           |           |           |           |
| Concurenți | Austria       | 0         |           |           |           |           |           |               |           |           |           |            |              |           |           |           |           |           |
| Concurenți | Danemarca     | 2         |           |           |           |           |           | 1             |           |           |           |            |              |           |           |           | 1         |           |
| Concurenți | Suedia        | 4         |           |           |           |           | 3         |               |           | 1         |           |            |              |           |           |           |           |           |
| Concurenți | Germania      | 9         | 2         |           |           |           | 1         |               |           | 2         |           |            |              |           | 2         |           |           | 2         |
| Concurenți | Țările de Jos | 0         |           |           |           |           |           |               |           |           |           |            |              |           |           |           |           |           |
| Concurenți | Franța        | 26        |           | 2         | 2         | 2         |           | 3             | 3         |           |           | 3          | 3            | 3         | 1         | 1         | 2         | 1         |
| Concurenți | Norvegia      | 2         |           |           |           |           |           |               |           |           | 2         |            |              |           |           |           |           |           |
| Concurenți | Elveția       | 2         |           |           |           |           |           |               | 2         |           |           |            |              |           |           |           |           |           |
| Concurenți | Iugoslavia    | 10        | 1         | 1         |           |           |           | 2             |           |           | 3         |            |              |           |           |           | 3         |           |
| Concurenți | Regatul Unit  | 10        | 3         |           | 1         |           | 2         |               |           |           |           |            | 2            | 2         |           |           |           |           |
| Concurenți | Luxemburg     | 11        |           | 3         | 3         | 1         |           |               |           |           |           |            | 1            |           |           |           |           | 3         |
| Concurenți | Italia        | 3         |           |           |           |           |           |               |           |           |           |            |              | 1         |           | 2         |           |           |
| Concurenți | Monaco        | 13        |           |           |           | 3         |           |               | 1         | 3         | 1         | 2          |              |           |           | 3         |           |           |

| Nr. | Pentru       | De la                                           |
| --- | ------------ | ----------------------------------------------- |
| 5   | Franța       | Elveția, Germania, Iugoslavia, Norvegia, Suedia |
| 3   | Luxemburg    | Belgia, Monaco, Spania                          |
| 3   | Monaco       | Austria, Luxemburg, Țările de Jos               |
| 2   | Iugoslavia   | Franța, Italia                                  |
| 1   | Finlanda     | Regatul Unit                                    |
| 1   | Regatul Unit | Finlanda                                        |
| 1   | Suedia       | Danemarca                                       |

## Artiști care au revenit
| Artist           | Țară      | Ani precedenți       | Loc |
| ---------------- | --------- | -------------------- | --- |
| Camillo Felgen   | Luxemburg | 1960                 | 13  |
| François Deguelt | Monaco    | 1960                 | 3   |
| Fud Leclerc      | Belgia    | 1956                 | 9   |
| Fud Leclerc      | Belgia    | 1958                 | 5   |
| Fud Leclerc      | Belgia    | 1960                 | 6   |
| Jean Philippe    | Elveția   | 1959 (pentru Franța) | 3   |

## Comentatori
- Finlanda - Aarno Walli (Suomen Televisio)[2]
- Belgia - Nicole Védrès (RTB)[3], Willem Duys (BRT)
- Spania - Federico Gallo (TVE)[4]
- Austria - Emil Kollpacher (ORF)
- Danemarca - necunoscut (DR TV)
- Suedia - Jan Gabrielsson (Sveriges Radio-TV și SR P1)[5]
- Germania - Ruth Kappelsberger (Deutsches Fernsehen)[6]
- Țările de Jos – Willem Duys (NTS)[7]
- Franța - Pierre Tchernia (RTF)[3]
- Norvegia - Odd Grythe (NRK și NRK P1)[8]
- Elveția - Theodor Haller (TV DRS), Georges Hardy (TSR)[3], Giovanni Bertini (TSI)
- Iugoslavia - Ljubomir Vukadinović (Televizija Beograd), Gordana Bonetti (Televizija Zagreb), Tomaž Terček (Televizija Ljubljana)
- Regatul Unit - David Jacobs (BBC TV), Peter Haigh (BBC Light Programme)
- Luxemburg - Jacques Navadic (Télé-Luxembourg)
- Italia - Renato Tagliani (Programma Nazionale)
- Monaco - Pierre Tchernia (Télé Monte Carlo)[3]

## Purtători de cuvânt
1. Monaco - necunoscut
2. Italia - Enzo Tortora
3. Luxemburg - necunoscut
4. Regatul Unit - Nicholas Parsons
5. Iugoslavia - Mladen Delić
6. Elveția - Boris Acquadro
7. Norvegia - Kari Borg Mannsåker[8]
8. Franța - necunoscut
9. Țările de Jos - Ger Lugtenburg
10. Germania - necunoscut
11. Suedia - Tage Danielsson[9]
12. Danemarca - Claus Toksvig
13. Austria - necunoscut
14. Spania - Diego Ramírez Pastor
15. Belgia - Arlette Vincent
16. Finlanda - Poppe Berg[10]